# The Sacred Blacksmith
The Sacred Blacksmith (聖剣の刀鍛冶?, Seiken no Burakkusumisu) è una serie di light novel giapponesi ideate da Isao Miura e disegnate da Luna. Sono state pubblicate da Media Factory sotto la sua etichetta MF Bunko J per un totale di 16 volumi. L'adattamento manga di Kōtarō Yamada è stato serializzato sul magazine seinen Monthly Comic Alive dal 27 marzo 2009 al 27 gennaio 2017 mentre dieci volumi tankōbon sono stati pubblicati tra il 23 giugno 2009 e il 23 febbraio 2017. Un adattamento anime prodotto da Manglobe e diretto da Masamitsu Hidaka è andato in onda sulla rete televisiva AT-X dal 3 ottobre al 19 dicembre 2009 per un totale di 12 episodi.

## Trama
Cecily Cambell è l'ultima erede della famiglia Cambell, una casata di cavalieri che ha fondato e protetto le città indipendenti del commercio in alleanza con Housman Primo. Alla morte del padre, Cecily, decide di prenderne le redini e diventare anch'essa un cavaliere, anche se le sue doti come spadaccina sono molto scarse, la sua incrollabile fede nella giustizia e la sua volontà di aiutare gli altri la fanno perseverare. Durante la sua prima battaglia per difendere la città contro un ex cavaliere impazzito la sua spada si spezza e solo l'intervento di Luke Ainsworth la salva da morte certa. La ragazza rimasta senza spada è incuriosita dalla strana forma dell'arma del ragazzo e avendo bisogno di qualcuno che le ripari la spada rotta scopre dove abita e si reca a trovarlo.
Luke abita assieme ad una bambina di nome Lisa, che non ha l'aspetto di una normale umana, e di mestiere fa il fabbro. Durante lo scontro con un demone di ghiaccio Lisa e Luke combinano le loro abilità dando vita ad una spada infuocata in grado di eliminare l'avversario ma che, essendo molto fragile, si spezza immediatamente dopo lo scontro. Cecily è stupita dell'abilità di Luke e vuole che sia lui a forgiarle la sua nuova spada ma il ragazzo rifiuta per una promessa che aveva fatto durante la sua infanzia. Tornata in città a Cecily viene affidata la custodia di una spada demoniaca ma quando va sul luogo dove è prevista la consegna con suo immenso stupore scopre che la spada in questione ha l'abilità di assumere sembianze umana ed il suo nome è Aria.
Le due iniziano subito ad andare d'accordo e Cecily dopo aver sentito la storia di Aria decide che la proteggerà per sempre. Luke all'inizio è diffidente nei confronti di Cecily ma pian piano decide che la ragazza merita la sua fiducia ed i due cominciano ad affezionarsi l'un l'altro sempre di più ma nel passato di Luke e Lisa si celano delle profonde ferite che i ragazzi non hanno ancora del tutto superato ed anche Aria sarà vittima di diversi agguati in cui tenteranno di rapirla.

## Personaggi

### Principali

I protagonisti della serie (da sinistra): Cecily, Aria, Lisa e Luke nell'anime

Cecily Cambell (セシリー・キャンベル?, Seshirī Kyanberu)
Doppiata da: Ayumi Fujimura
Cecily è una giovane ragazza dai capelli ed occhi rossi. Ha un fisico molto snello ma anche un seno abbondante che la porterà ad essere al centro di diverse scenette comiche. Alla morte del padre sceglie di seguire le sue orme perché nella casata dei Cambell fino a quel momento c'era sempre stato un cavaliere e così armata della spada lasciatagli da suo padre decide di unirsi ai cavalieri che difendono la terza città indipendente con lo scopo di proteggere la giustizia e la libertà della popolazione. Durante il suo primo combattimento viene duramente sconfitta e solo l'arrivo di Luke la salva da una morte prematura. Incuriosita dalla strana spada del ragazzo e decisa a farsi riforgiare la lama dei suoi antenati rotta durante lo scontro si reca a casa del ragazzo per chiedergli di forgiarne una capace di rompere le spade dei propri nemici ma Luke però si rifiuta. Tornata in città le viene affidato il compito di proteggere una spada demoniaca che si rivelerà essere Aria, una spada con la capacità di trasformarsi in essere umano. Con l'aiuto di Luke riuscirà a proteggere un carro merci dall'attacco di un demone di ghiaccio e sempre in sua compagnia riuscirà a respingere il tentativo di Charlotte di impossessarsi di Aria. Con i suoi modi gentili e la sua incrollabile fiducia riuscirà a cambiare Charlotte e le sue compagne salvando loro la vita. Il suo rapporto con Luke diventa sempre più profondo e quando scopre la verità sul suo passato non riesce a convincersi che quello sia ciò che è realmente accaduto perché una persona come Luke che l'ha sempre difesa non potrebbe mai sacrificare la vita di un'altra persona per la sua e così capisce la verità che riguarda Lisa e Luke riuscendo alla fine a fare breccia nella dura scorza del ragazzo che nell'episodio finale dell'anime si fiderà di lei affidandole la katana appena forgiata così da poter sconfiggere Siegfried e la sua spada demoniaca. Nello scontro con Jack Strader riporta una vistosa scottatura sulla mano che ritiene simbolo della propria amicizia con Aria. Anche se in possesso di Aria non abbandona l'idea di farsi forgiare una katana da Luke perché Aria non può mantenere la forma di spada perennemente.
Luke Ainsworth (ルーク・エインズワース?, Rūku Einzuwāsu)
Doppiato da: Nobuhiko Okamoto
È un giovane fabbro che vive fuori dalla città assieme ad una bambina di nome Lisa. Un giorno in città salva la vita a Cecily ed i loro destini da quel momento si intrecceranno indissolubilmente. Ha i capelli marroni e gli occhi blu, il suo occhio sinistro è finto ed ha un carattere molto chiuso e scostante. Dopo l'incontro con Cecily il suo carattere cambia molto in quanto la ragazza gli fa capire la necessità di tenere presente anche i sentimenti delle altre persone e così si apre anche con Lisa che prima di allora aveva trattato sempre un po' freddamente senza rendersene conto e le regala un vestito nuovo ed un cappellino. Gli è stato affidato il compito di creare una spada in grado di sigillare il demone Valbanill ma non l'ha ancora completata. Cecily gli ricorda molto la sua amica di infanzia Lisa Oakwood che non è stato in grado di proteggere e per questo non vuole forgiarle una spada. Da piccoli infatti i due si erano recati in una grotta sulla montagna e vennero attaccati dal demone Valbanill che uccise la sua amica e strappò un occhio a Luke. Da quel giorno vive proteggendo Lisa e il suo unico scopo nella vita è quello di creare una spada capace non tanto di sigillare Valbanill bensì di ucciderlo definitivamente. Quando scopre che Aria è una spada demoniaca rivela che se avesse cento spade come lei forse sarebbe in grado assolvere al compito che si è prefisso. Fino al momento in cui Cecily gli fa capire come sono andati esattamente i fatti nella grotta dove è stato attaccato da Valbanill ha vissuto nella convinzione di aver sacrificato Lisa Oakwood per la sua incolumità e solo dopo aver capito come si svolsero davvero gli eventi riesce di nuovo a fidarsi di sé stesso e delle altre persone.
Lisa (リサ?, Risa)
Doppiata da: Aki Toyosaki
La dolcissima bambina che vive insieme a Luke. Ha dei lunghi capelli biondi e gli occhi viola proprio come Lisa Oakwood, l'amica di infanzia di Luke. Insieme a lui può forgiare delle katana speciali tramite una magia con cui crea un cerchio magico simile ad una fucina. Vuole molto bene a Luke anche se lui la tratta un po' freddamente e quando il ragazzo le regala un cappellino non riesce a contenere la propria gioia. Lei infatti sa che Luke per proteggerla farebbe qualsiasi cosa e non le pesa vivere isolata dal resto delle persone. In realtà lei è un demone nato dal desiderio di Lisa Oakwood di proteggere Luke, nella grotta infatti prima di morire Lisa Oakwood aveva desiderato con tutto il proprio cuore di poter salvare la persona che amava e questo ha dato vita alla nuova Lisa, un demone in grado di restare accanto a Luke per sempre, prendersi cura di lui e dargli una mano nel suo lavoro da fabbro. Lisa sa di essere venuta al mondo grazie a Lisa Oakwood ma non ha i suoi ricordi e crede di essere un peso per Luke perché così somigliante alla sua amata gli continua a ricordare la sua incapacità nel proteggerla. Grazie a Cecily, Luke, finalmente le esprime quello che davvero pensa di lei e cioè che lui non la considera una replica della prima Lisa, bensì una ragazza diversa ed unica e così le chiede se per lei possa andare bene continuare a vivere con uno come lui. Lisa risponde semplicemente che il suo unico desiderio è quello di potergli stare accanto per sempre. Viene attaccata dalle altre spade demoniache come Elsa perché nel suo corpo scorre il sangue di Valbanill.
Aria (アリア?)
Doppiata da: Megumi Toyoguchi
La spada demoniaca del vento, nella sua forma umana ha dei lunghi capelli castani e gli occhi nocciola. Viene affidata alla protezione di Cecily e con lei ha subito un rapporto unico: infatti tutte le persone che prima della ragazza l'avevano impugnata desideravano solo uccidere i nemici mentre Cecily la impugna per proteggere le persone che ama e non desidera affatto eliminare chi le sta di fronte. Cecily le promette di proteggerla e non farla più soffrire come le era accaduto nei 50 anni precedenti. Capisce subito che Lisa è un demone come lei e visto il disappunto di Cecily dopo aver appreso questa notizia l'aiuta a capire che Lisa, demone o umana, non era cambiata dalla prima volta che l'aveva incontrata. Per passare dalle sembianze umane a quelle di spada deve recitare un incantesimo che in italiano è così tradotto: "Risvegliarsi, comprendere la verità, controllare il vento e uccidere dio". Elsa le rivela infatti che lei, come tutte le spade demoniache, è nata con il solo scopo di uccidere dio e quindi Valbanill. Conoscendo bene Cecily capisce subito quello che la ragazza prova per Luke e le dà una mano ad affrontare i misteri che cela il ragazzo. Con il passare del tempo i suoi poteri crescono decisamente perché Cecily riesce a controllarla con molta più destrezza.

### Secondari
Lisa Oakwood (リーザ・オークウッド?, Rīza Ōkuuddo)
Doppiata da: Hinako Sasaki
L'amica d'infanzia di Luke di cui il ragazzo era innamorato. Il suo più grande desiderio era quello di diventare un cavaliere e poter così proteggere la città che amava e per questo Luke pensa che Cecily le assomigli molto. Propone a Luke di esplorare la grotta sul monte Blair ma al suo interno i ragazzi vengono attaccati da Valbanill e Lisa Oakwood perde così la vita. In questo momento nasce un giovane demone che Luke chiamerà Lisa essendo molto somigliante alla sua amica. Cecily spiega a Luke che la nascita di Lisa sia dovuto alla volontà in punto di morte di Lisa Oakwood di proteggere la persona che amava e poter stare così accanto a Luke per sempre. È la prima persona a cui Luke ha forgiato una spada e perché questa si è rotta, non riuscendo a proteggere colei che gli era cara, non vuole forgiare nessun'altra spada se non per sé stesso.
Siegfried (シーグフリード?, Shīgufurīdo)
Doppiato da: Ryōtarō Okiayu
L'oscura figura che si cela dietro agli incidenti avvenuti in città e la persona che ha affidato a Charlotte le quattro spade demoniache per commissionarle il furto di Aria. È il capo delle forze imperiali e detesta sia Cecily che Luke che vuole eliminare.
Hannibal Quasar (ハンニバル・クェイサー?, Hannibaru Kueisā)
Doppiato da: Yōsuke Akimoto
Il capo dei cavalieri posti a difesa della terza città indipendente, è un uomo di 60 anni dalla forza disumana che è sopravvissuto alla "Guerra del Contratto".
Basil Ainsworth (バジル・エインズワース?, Bajiru Einzuwāsu)
Il padre di Luke e colui che gli ha trasmesso tutte le nozioni dell'arte della forgiatura. Viene ucciso da Valbanill dopo che era andato a cercare Luke e Lisa Oakwood nella grotta.
Hugo Housman (ヒューゴー・ハウスマン?, Hyūgō Hausuman)
Doppiato da: Kazuhiko Inoue
L'attuale sindaco della città indipendente dove Cecily presta servizio come cavaliere. È lui ad affidare a Cecily il compito di proteggere la spada demoniaca Aria e successivamente decide di acquistarla all'asta. Come riconoscimento per l'ottimo lavoro svolto da Cecily le affida Aria definitivamente.
Patty Baldwin (パティ・ボルドウィン?, Pati Barudowin)
Doppiata da: Michiru Yuimoto
Una dei colleghi di Cecily, si occupa della riparazione delle armi e del supporto logistico durante le fasi di non combattimento.
Reginald Drummond (レジナルド・ドラモンド?, Rejinarudo Doramondo)
Doppiato da: Hideki Tasaka
Un altro dei colleghi di Cecily, utilizza una spada enorme chiamata "Zweihander" (a due mani). Pensa che le spade siano fatte solo per uccidere e non è d'accordo con le convinzioni di Cecily.
Evadne (エヴァドニ?, Evadoni)
Doppiata da: Satsuki Yukino
La spada demoniaca delle fiamme oscure e come Aria può assumere sembianze umane. La si vede la prima volta accompagnare Charlotte da Luke per costringerlo a seguirla ma la ragazza non riesce ad utilizzarla con abbastanza destrezza da impensierire il Blacksmith. Successivamente nel manga viene rivelato che è la spada demoniaca di Siegfried di cui è innamorata. Di poche parole si veste sempre con un lungo vestito nero. La sua frase per trasformarsi in spada in italiano è così tradotta: "Risvegliarsi, nascondersi nell'oscurità, finire il nemico e uccidere dio".
Charlotte Firobisher (シャーロット・フィーロビッシャー?, Shārotto Fīrobisshā)
Doppiata da: Kaori Fukuhara
La figlia illegittima dell'imperatore, all'apparenza una ragazza egoista e capricciosa ma che agisce nell'unico modo che le è stato insegnato. Vive il profondo conflitto tra il voler seguire le ultime volontà della madre prima di morire, cioè quelle di essere riconosciuta come erede legittima dell'imperatore ed il desiderio di essere felice. Con l'aiuto di Cecily raggiungerà la decisione di tradire l'impero e rinnegare così la "E" nel suo cognome per poter vivere felice assieme alle sue compagne.
Doris (ドリス?, Dorisu)
Doppiata da: Miyuki Sawashiro
Una delle guardiane di Charlotte, ha una forza spaventosa ed un carattere molto aggressivo. Utilizza la spada demoniaca della terra Claymore per attaccare Cecily ma viene sconfitta prima da Luke e nel loro secondo scontro da Cecily. Segue Charlotte in esilio così da poter essere felice con la sua padrona.
Margot (マーゴット?, Māgotto)
Doppiata da: Minori Chihara
Una delle guardiane di Charlotte, sferra attacchi dalla lunga distanza. Utilizza la spada demoniaca del raggio di luce scarlatto Rhomphair per attaccare Cecily ma viene sconfitta prima da Luke e nel loro secondo scontro da Cecily. Segue Charlotte in esilio così da poter essere felice con la sua padrona.
Penelope (ペネロペ?, Penerope)
Doppiata da: Mikako Takahashi
L'ultima delle tre guardiane di Charlotte è molto agile e sicura di sé. Utilizza la daga del castigo detta anche la "sterminatrice di spade demoniache" per attaccare Cecily e sigillare i poteri di Aria ma viene sconfitta prima da Luke e nel loro secondo scontro da Cecily. Segue Charlotte in esilio così da poter essere felice con la sua padrona.

## Media

### Light novel
La serie di light novel scritta da Isao Miura e disegnata da Luna, è stata pubblicata dal 22 novembre 2007 al 23 agosto 2013 da Media Factory sotto l'etichetta MF Bunko J per un totale di sedici volumi.

#### Volumi
| Nº | Data di prima pubblicazione | Data di prima pubblicazione | Data di prima pubblicazione |
| Nº | Giapponese                  | Giapponese                  |                             |
| -- | --------------------------- | --------------------------- | --------------------------- |
| 1  | 22 novembre 2007            | ISBN 978-4-8401-2083-8      |                             |
| 2  | 25 maggio 2008              | ISBN 978-4-8401-2141-5      |                             |
| 3  | 25 settembre 2008           | ISBN 978-4-8401-2423-2      |                             |
| 4  | 23 gennaio 2009             | ISBN 978-4-8401-2602-1      |                             |
| 5  | 25 marzo 2009               | ISBN 978-4-8401-2723-3      |                             |
| 6  | 25 giugno 2009              | ISBN 978-4-8401-2802-5      |                             |
| 7  | 25 settembre 2009           | ISBN 978-4-8401-3028-8      |                             |
| 8  | 25 gennaio 2010             | ISBN 978-4-8401-3157-5      |                             |
| 9  | 25 maggio 2010              | ISBN 978-4-8401-3283-1      |                             |
| 10 | 25 novembre 2010            | ISBN 978-4-8401-3487-3      |                             |
| 11 | 25 novembre 2011            | ISBN 978-4-8401-3931-1      |                             |
| 12 | 23 marzo 2012               | ISBN 978-4-8401-4534-3      |                             |
| 13 | 25 luglio 2012              | ISBN 978-4-8401-4646-3      |                             |
| 14 | 22 novembre 2012            | ISBN 978-4-8401-4903-7      |                             |
| 15 | 25 marzo 2013               | ISBN 978-4-8401-5133-7      |                             |
| 16 | 23 agosto 2013              | ISBN 978-4-8401-5253-2      |                             |

### Manga
Un adattamento manga è stato annunciato assieme a quello dell'anime nel quarto volume della light novel. Disegnato da Kōtarō Yamada, è stato serializzato dal 27 marzo 2009 al 27 gennaio 2017 sulla rivista Monthly Comic Alive edita da Media Factory. Nel nono volume uscito nel febbraio 2015 venne annunciato che la serie si sarebbe conclusa con il decimo numero, mentre l'ultimo capitolo della storia sarebbe stato pubblicato nel numero di marzo di Monthly Comic Alive uscito il 27 gennaio 2016. I vari capitoli sono stati raccolti in dieci volumi tankōbon usciti tra il 23 giugno 2009 e il 23 febbraio 2017.
In Italia la serie è stata pubblicata da Kappa Edizioni sotto l'etichetta Ronin Manga dal 28 luglio al 4 dicembre 2010, interrompendosi al terzo volume.
I titoli dei capitoli dell'opera sono presi dalla prima edizione stampata nel 2010. Rispetto all'edizione originale giapponese, che presenta alcune pagine a colori, quella italiana è completamente in bianco e nero.
Nel manga, al contrario dell'anime, sono presenti alcune immagini di nudo non integrale.

#### Volumi
| 1  | 23 giugno 2009 | ISBN 978-4-8401-2582-6 | 28 luglio 2010  | ISBN 978-88-7471-273-1 |
| 1  | Capitoli - Prologue - Episodio 1: Knight - Prima parte - Episodio 2: Knight - Seconda parte - Episodio 3: Knight - Terza parte                                                                          |                        |                 |                        |
| 2  | 23 ottobre 2009 | ISBN 978-4-8401-2928-2 | 25 agosto 2010  | ISBN 978-88-7471-288-5 |
| 2  | Capitoli - Episodio 4: Girl - Episodio 5: Demon Sword - Prima parte - Episodio 6: Demon Sword - Seconda parte - Episodio 7: Demon Sword - Terza parte                                                   |                        |                 |                        |
| 3  | 23 marzo 2010 | ISBN 978-4-8401-3304-3 | 4 dicembre 2010 | ISBN 978-88-7471-309-7 |
| 3  | Capitoli - Episodio 8: Princess - Prima parte - Episodio 9: Princess - Seconda parte - Episodio 10: Princess- Terza parte - Episodio 11: Princess - Quarta parte - Episodio 12: Princess - Quinta parte |                        |                 |                        |
| 4  | 22 settembre 2010 | ISBN 978-4-8401-3375-3 | —               | —                      |
| 4  | Capitoli - Episodio 13: Blacksmith - Prima parte - Episodio 14: Blacksmith - Seconda parte - Episodio 15: Blacksmith - Terza parte - Episodio 16: Blacksmith - Quarta parte - Episodio 17: Monster      |                        |                 |                        |
| 5  | 23 marzo 2011 | ISBN 978-4-8401-3769-0 | —               | —                      |
| 6  | 22 novembre 2011 | ISBN 978-4-8401-4062-1 | —               | —                      |
| 7  | 23 agosto 2012 | ISBN 978-4-8401-4710-1 | —               | —                      |
| 8  | 23 agosto 2013 | ISBN 978-4-8401-5303-4 | —               | —                      |
| 9  | 23 febbraio 2015 | ISBN 978-4-0406-7258-8 | —               | —                      |
| 10 | 23 febbraio 2017 | ISBN 978-4-0406-9042-1 | —               | —                      |

### Anime
Un adattamento anime è stato annunciato nel quarto volume della light novel. La serie diretta da Masamitsu Hidaka, sceneggiata da Masashi Suzuki, con il character design curato da Jun Nakai, è stata prodotta dallo studio d'animazione Manglobe per un totale di dodici episodi trasmessi in Giappone dal 3 ottobre al 19 dicembre 2009. La sigla di apertura dell'anime si intitola JUSTICE of LIGHT ed è cantata da Mayumi Gojō mentre la sigla di chiusura è Miracle Happy Day (みらくるハッピーディ?, Mirakuru Happī Di) di Aki Toyosaki.

#### Episodi
| Nº | Titolo italiano (traduzione letterale) Giapponese 「Kanji」 - Rōmaji                   | In onda          | In onda |
| Nº | Titolo italiano (traduzione letterale) Giapponese 「Kanji」 - Rōmaji                   | Giapponese       |         |
| 1  | Cavaliere -Knight- 「騎士 -Knight-」 - Kishi -Knight-                                  | 3 ottobre 2009   |         |
| 2  | Il patto col diavolo -Valbanill- 「悪魔契約 -Valbanill-」 - Akuma keiyaku - Valbanill- | 10 ottobre 2009  |         |
| 3  | La spada demoniaca -Spada- 「魔剣 -Sword-」 - Maken -Sword-                            | 17 ottobre 2009  |         |
| 4  | Giuramento -Promessa- 「誓約 -Promise-」 - Seiyaku -Promise-                           | 24 ottobre 2009  |         |
| 5  | Legame -Insieme- 「絆 -Together-」 - Kizuna -Together-                                 | 31 ottobre 2009  |         |
| 6  | La figlia dell'imperatore -Principessa- 「皇女 -Princess-」 - Ōjo -Princess-           | 7 novembre 2009  |         |
| 7  | Clan -Famiglia- 「家族 -Family-」 - Kazoku -Family-                                    | 14 novembre 2009 |         |
| 8  | Partenza -Risoluzione- 「出立 -Resolution-」 - Shuttatsu - Resolution-                 | 21 novembre 2009 |         |
| 9  | Tracce -Lisa- 「面影 -Lisa-」 - Omokage -Lisa-                                         | 28 novembre 2009 |         |
| 10 | Doppio suicidio -Tragedia- 「殉情 -Tragedy-」 - Junjō - Tragedy-                       | 5 dicembre 2009  |         |
| 11 | Verità -Truth- 「真実 -Truth-」 - Shinjitsu -Truth-                                    | 12 dicembre 2009 |         |
| 12 | Fabbro -Blacksmith- 「刀鍛冶 -Blacksmith-」 - Katanakaji -Blacksmith-                  | 19 dicembre 2009 |         |

## Citazioni e riferimenti
Nel capitolo 7 del manga Haganai - I Have Few Friends una delle protagoniste, Sena, gioca a un eroge chiamato "The Sacred Blackstar" in cui i protagonisti Cecilia e Lucas, dall'aspetto e nomi simili a quelli di Luke e Cecily, copulano. Sena aggiunge anche che da questo gioco hanno tratto una serie animata e che l'antagonista principale si chiama Valniball. Lo stesso succede nella versione anime, precisamente nell'episodio 3.

## Accoglienza
Le light novel hanno venduto oltre 780 000 copie. Chris Schmitt di Otaku USA ha scritto che "Sacred Blacksmith ha una visione molto strana del genere fantasy, mescolando disegni di personaggi moe simili a K-On! con alcuni elementi fantasy profondi, e talvolta oscuri".
Theron Martin di Anime News Network ha dato alla serie anime una B, affermando "Sebbene The Sacred Blacksmith inciampi in alcuni punti e non riesca a sviluppare completamente la sua ambientazione o portare avanti i fili della trama che stabilisce, riesce comunque a raggiungere un livello occasionale e innegabile di sincerità nelle convinzioni e nelle interazioni dei suoi personaggi e almeno in parte offre il suo potenziale. Potrebbe essere lontano dai titoli fantasy d'élite che ci sono là fuori, ma anche all'interno del suo genere potresti certamente fare molto peggio per una piacevole diversione".